# Agrypon operophterae
Agrypon operophterae là một loài tò vò trong họ Ichneumonidae.